# SS Allians
SS Allians, pełna nazwa Schacksällskapet Allians – szwedzki klub szachowy z siedzibą w Skänninge.

## Historia
Klub powstał w 1968 roku z połączenia Skänninge SK i Mjölby SS. Zespół w latach 70. występował w Division I, a w 1978 roku awansował do ścisłego finału mistrzostw Szwecji. W sezonie 1978/1979 spadł do Division II. W 1982 roku klub powrócił do pierwszej ligi. W 1986 roku SS Allians spadł z najwyższej szwedzkiej klasy rozgrywkowej. W 1987 roku klub uczestniczył w barażach do nowo utworzonej Elitserien, jednak bezskutecznie.
W 1989 roku zespół uzyskał awans do Elitserien, w której następnie zajął ostatnie miejsce i spadł. W 1995 roku zespół spadł do trzeciej ligi. W 2002 roku na jeden sezon klub awansował do Division I. W późniejszym czasie SS Allians grał na drugim poziomie rozgrywek w latach 2004–2006, a w 2008 roku spadł do czwartej ligi (Division II). W sezonie 2009/2010 klub powrócił do Division I, a w 2013 spadł z ligi. W 2015 roku zespół ponownie awansował do trzeciej ligi. W sezonie 2017/2018 klub spadł z Division I. W 2019 roku SS Allians połączył się z Motala SS, tworząc SS Allians/Motala SS. Allians/Motala awansował w sezonie 2019/2020 do Division I, z której spadł w 2022 roku. W 2024 roku SS Allians odłączył się od Motala SS.